# Geospizopsis
Geospizopsis és un gènere d'ocells de la família dels tràupids (Thraupidae).

## Taxonomia
Segons la Classificació del Congrés Ornitològic Internacional (versió 14.2, 2024) aquest gènere està format per dues espècies:
- Frigil plebeu (Geospizopsis plebejus Tschudi, 1844)
- Frigil plumbi (Geospizopsis unicolor d'Orbigny & Lafresnaye, 1837)